# Lamprostola unifascia
Lamprostola unifascia là một loài bướm đêm thuộc phân họ Arctiinae, họ Erebidae.